# Capurodendron microphyllum
Capurodendron microphyllum är en tvåhjärtbladig växtart som först beskrevs av Scott-elliot, och fick sitt nu gällande namn av André Aubréville. Capurodendron microphyllum ingår i släktet Capurodendron och familjen Sapotaceae. Inga underarter finns listade i Catalogue of Life.